# 四氟化铈
四氟化铈是一种无机化合物，化学式为CeF4，为具有强氧化性的白色晶体。四氟化铈存在无水物和一水合物。

## 制备及性质
四氟化铈可由三氟化铈或二氧化铈在500 °C和氟反应得到：
{\displaystyle \mathrm {2\ CeF_{3}+F_{2}\longrightarrow 2\ CeF_{4}} }
{\displaystyle \mathrm {CeO_{2}+2\ F_{2}\longrightarrow CeF_{4}+O_{2}} }
四氟化铈的水合物（CeF4·xH2O，x≤1）可以由40%氢氟酸和硫酸铈(IV)水溶液在90°C反应，沉淀得到。
四氟化铈溶于DMSO，可以结晶出配合物CeF4(DMSO)2。